# Kup Maršala Tita 1963-1964
La Kup Maršala Tita 1963-1964 fu la 17ª edizione della Coppa di Jugoslavia. 2445 squadre parteciparono alle qualificazioni (estate ed autunno 1963), 16 furono quelle che raggiunsero la coppa vera e propria, che si disputò dal 22 aprile al 24 maggio 1964.
Il detentore era la Dinamo Zagabria, che in questa edizione fu sconfitta in finale.
Il trofeo fu vinto dalla Stella Rossa che sconfisse in finale, appunto, la Dinamo Zagabria. Per i biancorossi fu il sesto titolo in questa competizione.

Dato che la Stella Rossa vinse anche il campionato, l'accesso alla Coppa delle Coppe 1964-1965 andò alla finalista sconfitta.

## Qualificazioni
```
Queste due partite disputate dal 
Orijent
:
[
5
]

Orijent - Istra Pula                    5-1
Orijent - Rijeka                        1-3
```

```
Queste due delle partite della coppa di 
Voivodina
:
[
6
]

Proleter Zrenjanin - Proleter Čoka      6-0
Proleter Zrenjanin - Radnički B.        3-3 (vince il Proleter ai 
rigori
)
```

### Primo turno
| Squadra 1           | Risultato | Squadra 2          |                                                                   |
| ------------------- | --------- | ------------------ | ----------------------------------------------------------------- |
| (3) Zara            | 0 – 1     | Hajduk Spalato (1) | hajduk.hr                                                         |
| (1) Dinamo Zagabria | 11 – 0    | Segesta (3)        | gnkdinamo.hr Archiviato il 20 settembre 2021 in Internet Archive. |

### Secondo turno
| Squadra 1           | Risultato | Squadra 2               |                                                                   |
| ------------------- | --------- | ----------------------- | ----------------------------------------------------------------- |
| (1) Hajduk Spalato  | 8 – 2     | Lika Korenica (3)       | hajduk.hr                                                         |
| (1) Dinamo Zagabria | 3 – 2     | Lokomotiva Zagabria (2) | gnkdinamo.hr Archiviato il 20 settembre 2021 in Internet Archive. |
| (3) Kladivar Celje  | 2 – 9     | Maribor (2)             | nkmaribor.com                                                     |

### Sedicesimi di finale
| Squadra 1               | Risultato | Squadra 2            |                                                                        |
| ----------------------- | --------- | -------------------- | ---------------------------------------------------------------------- |
| (1) Hajduk Spalato      | 1 – 0     | RNK Spalato (3)      | hajduk.hr                                                              |
| (1) Dinamo Zagabria     | 4 – 2     | Varteks Varaždin (2) | gnkdinamo.hr Archiviato il 20 settembre 2021 in Internet Archive.      |
| (3) Radnički Kragujevac | 0 – 8     | Partizan (1)         | partizanopedia.rs                                                      |
| (2) Olimpia Lubiana     | 1 – 0     | Maribor (2)          | nkmaribor.com                                                          |
| (3) Metalac Valjevo     | 1 – 3     | Stella Rossa (1)     | redstarbelgrade.rs Archiviato l'11 settembre 2021 in Internet Archive. |
| (2) Proleter Zrenjanin  | 2 – 0     | OFK Subotica (2)     | fsgzrenjanin.com                                                       |

## Ottavi di finale
| Squadra 1              | Risultato | Squadra 2            |
| ---------------------- | --------- | -------------------- |
| (2) Budućnost          | 1 – 0     | Železničar Niš (2)   |
| (1) Dinamo Zagabria    | 5 – 1     | Rijeka (1)           |
| (1) Hajduk Spalato     | 1 – 4     | Stella Rossa (1)     |
| (1) Novi Sad           | 1 – 0     | Sarajevo (1)         |
| (2) Olimpia Lubiana    | 2 – 0     | Slavonija Osijek (2) |
| (2) Proleter Zrenjanin | 1 – 0     | Vojvodina (1)        |
| (1) Radnički Niš       | 2 – 7     | Partizan (1)         |
| (1) Velež Mostar       | 3 – 4     | Pobeda (2)           |

## Quarti di finale
| Squadra 1        | Risultato   | Squadra 2              |
| ---------------- | ----------- | ---------------------- |
| (1) Novi Sad     | 3 – 2       | Olimpia Lubiana (2)    |
| (1) Partizan     | 3 – 2       | Budućnost (2)          |
| (2) Pobeda       | 0 – 5       | Dinamo Zagabria (1)    |
| (1) Stella Rossa | 4 – 1 (dts) | Proleter Zrenjanin (2) |

## Semifinali
| Squadra 1           | Risultato | Squadra 2    |
| ------------------- | --------- | ------------ |
| (1) Dinamo Zagabria | 7 – 2     | Partizan (1) |
| (1) Stella Rossa    | 2 – 1     | Novi Sad (1) |

## Finale
| Arbitro: | Aleksandar Škorić (Belgrado) |

|                                       |           |  |
| Prljinčević 35’ Jevtić 48’ Džajić 70’ | Marcatori |  |

| Stella Rossa | Dinamo |

|               |  |                   |  |
|               |  |                   |  |
| P             |  | Mirko Stojanović  |  |
| D             |  | Vladimir Durković |  |
| D             |  | Živorad Jevtić    |  |
| D             |  | Milan Čop         |  |
| D             |  | Slobodan Škrbić   |  |
| C             |  | Vojislav Melić    |  |
| C             |  | Vladica Popović   |  |
| C             |  | Dragan Džajić     |  |
| C             |  | Dušan Maravić     |  |
| A             |  | Zoran Prljinčević |  |
| A             |  | Bora Kostić       |  |
| Allenatore:   |  |                   |  |
| Milorad Pavić |  |                   |  |

|                  |  |                  |  |
|                  |  |                  |  |
| P                |  | Zlatko Škorić    |  |
| D                |  | Nikola Benco     |  |
| D                |  | Adem Kasumović   |  |
| D                |  | Rudolf Belin     |  |
| D                |  | Vlatko Marković  |  |
| C                |  | Željko Perušić   |  |
| C                |  | Zdenko Kobešćak  |  |
| C                |  | Stjepan Lamza    |  |
| A                |  | Zdravko Rauš     |  |
| A                |  | Slaven Zambata   |  |
| A                |  | Luka Lipošinović |  |
| Allenatore:      |  |                  |  |
| Milan Antolković |  |                  |  |